# Бескат
Беска́т (фр. Bescat) — коммуна во Франции, находится в регионе Аквитания. Департамент — Атлантические Пиренеи. Входит в состав кантона Олорон-Сент-Мари-2. Округ коммуны — Олорон-Сент-Мари.
Код INSEE коммуны — 64116.

## География
Коммуна расположена приблизительно в 680 км к югу от Парижа, в 195 км южнее Бордо, в 21 км к югу от По.
На юге коммуны протекает река Гав-д’Осо.

### Климат
Климат тёплый океанический. Зима мягкая, средняя температура января — от +5°С до +13°С, температуры ниже −10 °C бывают редко. Снег выпадает около 15 дней в году с ноября по апрель. Максимальная температура летом порядка 20-30 °C, выше 35 °C бывает очень редко. Количество осадков высокое, порядка 1100 мм в год. Характерна безветренная погода, сильные ветры очень редки.

## Население
Население коммуны на 2010 год составляло 271 человек.
| 1962 | 1968 | 1975 | 1982 | 1990 | 1999 | 2010 |
| ---- | ---- | ---- | ---- | ---- | ---- | ---- |
| 266  | 236  | 274  | 268  | 278  | 252  | 271  |

## Администрация
| Период | Период | Фамилия        | Партия | Примечания |
| ------ | ------ | -------------- | ------ | ---------- |
| 1995   | 1998   | Андре Батмаль  |        |            |
| 1998   | 2001   | Мишель Арриб   |        |            |
| 2001   | 2014   | Феликс Луртег  |        |            |
| 2014   | 2020   | Жан-Луи Барбан |        |            |

## Экономика
В 2010 году среди 167 человек трудоспособного возраста (15-64 лет) 126 были экономически активными, 41 — неактивными (показатель активности — 75,4 %, в 1999 году было 67,9 %). Из 126 активных жителей работали 114 человек (65 мужчин и 49 женщин), безработных было 12 (4 мужчины и 8 женщин). Среди 41 неактивных 11 человек были учениками или студентами, 20 — пенсионерами, 10 были неактивными по другим причинам.

## Фотогалерея
- Бескат
- Бескат
- Бескат
- Церковь Сен-Лизье